# Sanogasta tenuis
Sanogasta tenuis är en spindelart som beskrevs av Ramírez 2003. Sanogasta tenuis ingår i släktet Sanogasta och familjen spökspindlar. Inga underarter finns listade i Catalogue of Life.